# Euryopis aeneocincta
Euryopis aeneocincta là một loài nhện trong họ Theridiidae.
Loài này thuộc chi Euryopis. Euryopis aeneocincta được Eugène Simon miêu tả năm 1877.